# 国府尾城
国府尾城（こうのじょう）は、隠岐国島後周吉郡国府尾城山（島根県隠岐郡隠岐の島町下西）にあった戦国時代の日本の城。別名甲尾城、甲ノ尾城。

## 概要
国府尾城は、隠岐清政（宗清）によって築かれた城で、隠岐氏代々の居城。清政は尼子氏の力を借りて都万氏・河渡氏などを滅ぼして島後のちに隠岐一国を統一。その後、豊清、為清と続くが、為清の子である隠岐少輔五郎の代に毛利氏に攻められ降伏し吉川氏の傘下となる。関ヶ原の戦後処理で吉川広家は周防岩国に去り、江戸時代には堀尾氏（のち松江松平氏）の支配となるが、一国一城令により廃城となった。

## 遺構
現在、城址は国府尾神社の裏山にあり、わずかに石垣が残っているほか、土塁や堀切などの遺構も確認することができる。
- 石垣
- 堀切
- 「国府尾城址」説明板 - 道路脇の駐車スペースに設置[2]。

## 支城
- 宮田城 - 国府尾城の築城前に隠岐氏の本拠だった城。
- 小松城 - 城山の頂上部の主郭から城跡が遠望できる。
- 美田城 - 島前支配の拠点。かつては島前の有力領主・福瀬氏の居城だった。

## アクセス
- 西郷港からバスに乗り5分、「大津橋」バス停下車、徒歩15分。